# 寬體溝鱨
寬體溝鱨，為輻鰭魚綱鯰形目脂鱨科的其中一種，為熱帶淡水魚，分布於非洲剛果民主共和國Kisangani流域，體長可達17公分，棲息在底層水域，生活習性不明。